# Lista de bandeiras burundianas
Esta é uma lista das bandeiras usadas no Burundi.

## Bandeira nacional
| Bandeira | Data          | Uso                          | Descrição |
| -------- | ------------- | ---------------------------- | --- |
|          | 1982-presente | Bandeira e insígnia nacional | A bandeira é dividida em três partes: vermelha e verde. O verde os três grupos étnicos, a vermelha e a direita. |

## Bandeiras de grupos étnicos
| Bandeira | Data | Uso               | Descrição |
| -------- | ---- | ----------------- | --------- |
|          |      | Bandeira dos tuás |           |

## Bandeiras de partidos políticos
| Bandeira | Data          | Uso                  | Descrição |
| -------- | ------------- | -------------------- | --------- |
|          | 1992-presente | Bandeira da FRODEBU  |           |
|          | 1998-presente | Bandeira do CNDD-FDD |           |
|          | 1994-presente | Bandeira do CNDD     |           |
|          | 1980-presente | Bandeira da FNL      |           |
|          | 1960-presente | Bandeira da UPRONA   |           |

## Bandeiras históricas
| Bandeira | Data      | Uso                                                                 | Descrição |
| -------- | --------- | ------------------------------------------------------------------- | --------- |
|          | 1972      | Possível representação da bandeira verde-vermelha-verde de Martyazo |           |
|          | 1967-1982 | Segunda bandeira da República do Burundi                            |           |
|          | 1966-1967 | Primeira bandeira da República do Burundi                           |           |
|          | 1966      | Segunda e última bandeira do Reino do Burundi                       |           |
|          | 1962-1966 | Segunda Estandarte Real do Reino do Burundi                         |           |
|          | 1962-1966 | Primeira bandeira do Reino do Burundi                               |           |
|          | 1962-1966 | Primeira bandeira do Reino do Burundi (variante do tambor)          |           |
|          | 1961-1962 | Bandeira do Burundi sob Ruanda-Urundi                               |           |
|          | 1959-1962 | Primeira Estandarte Real do Reino do Burundi                        |           |
|          | 1926-1945 | Primeira bandeira do Congo Belga                                    |           |
|          | 1916-1962 | Bandeira do Reino da Bélgica                                        |           |
|          | 1890-1916 | Bandeira do Império Alemão                                          |           |
|          | 1890-1916 | Bandeira Colonial                                                   |           |
|          | 1890-1916 | Bandeira da Companhia Alemã da África Oriental                      |           |
|          | 1914-1916 | Bandeira proposta para a África Oriental Alemã                      |           |